# ベネズエラの歴史
ベネズエラの歴史（ベネズエラのれきし）では、ベネズエラ・ボリバル共和国の歴史について述べる。

ベネズエラの位置

## 先コロンブス期

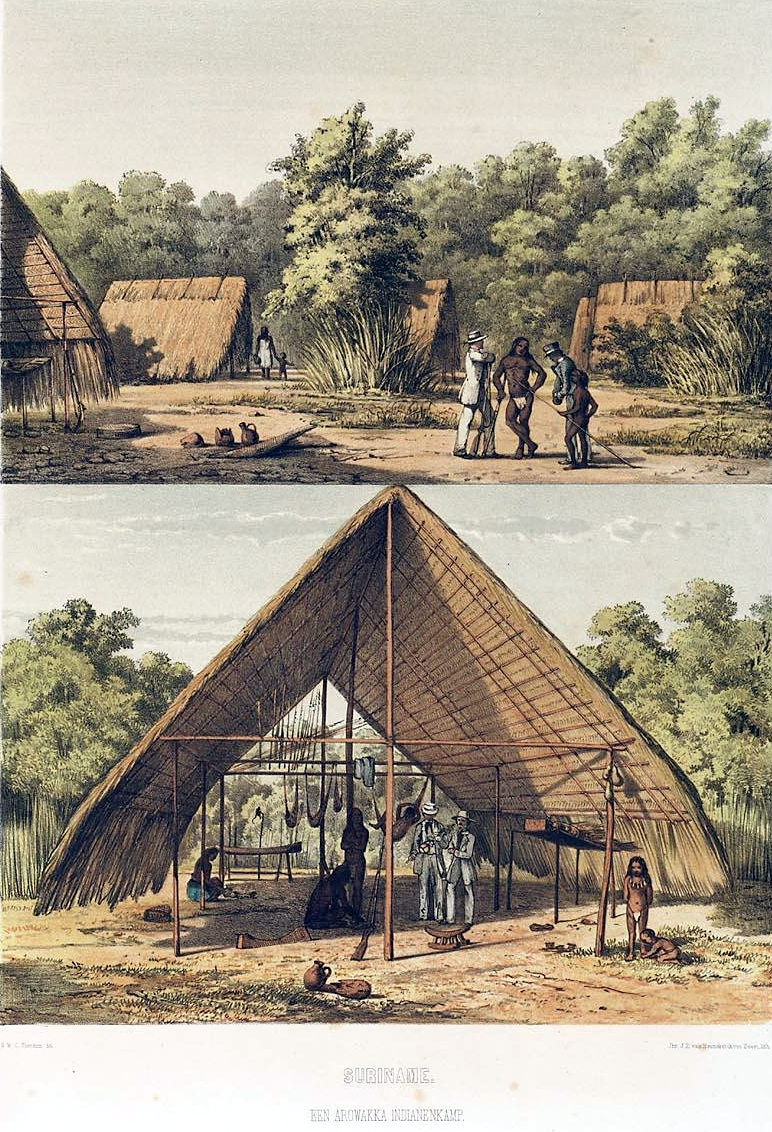
アラワクの人々。1860年頃

クリストーバル・コロンの来航以前の現在のベネズエラに相当する地域には、カリブ人系のカラカス人、テケス人や、アラワク人といったインディヘナの諸民族が生活していた。ベネズエラのインディヘナ達は南米西部のインカ文明、中央アメリカのマヤ文明、メキシコのアステカ文明、現コロンビアのチブチャ系諸文明のような高度な文明は築かなかったが、マラカイボ湖に水上村落が確認されたように航海技術が発展し、この地やギアナから西インド諸島へ航海していった人々も多かった。また、西部のアンデス山脈地域のインディヘナは村落共同体を築いて道路を建設するなどの動きもあり、現コロンビアのムイスカ人とも交流があったと推測されている。

## スペイン植民地時代

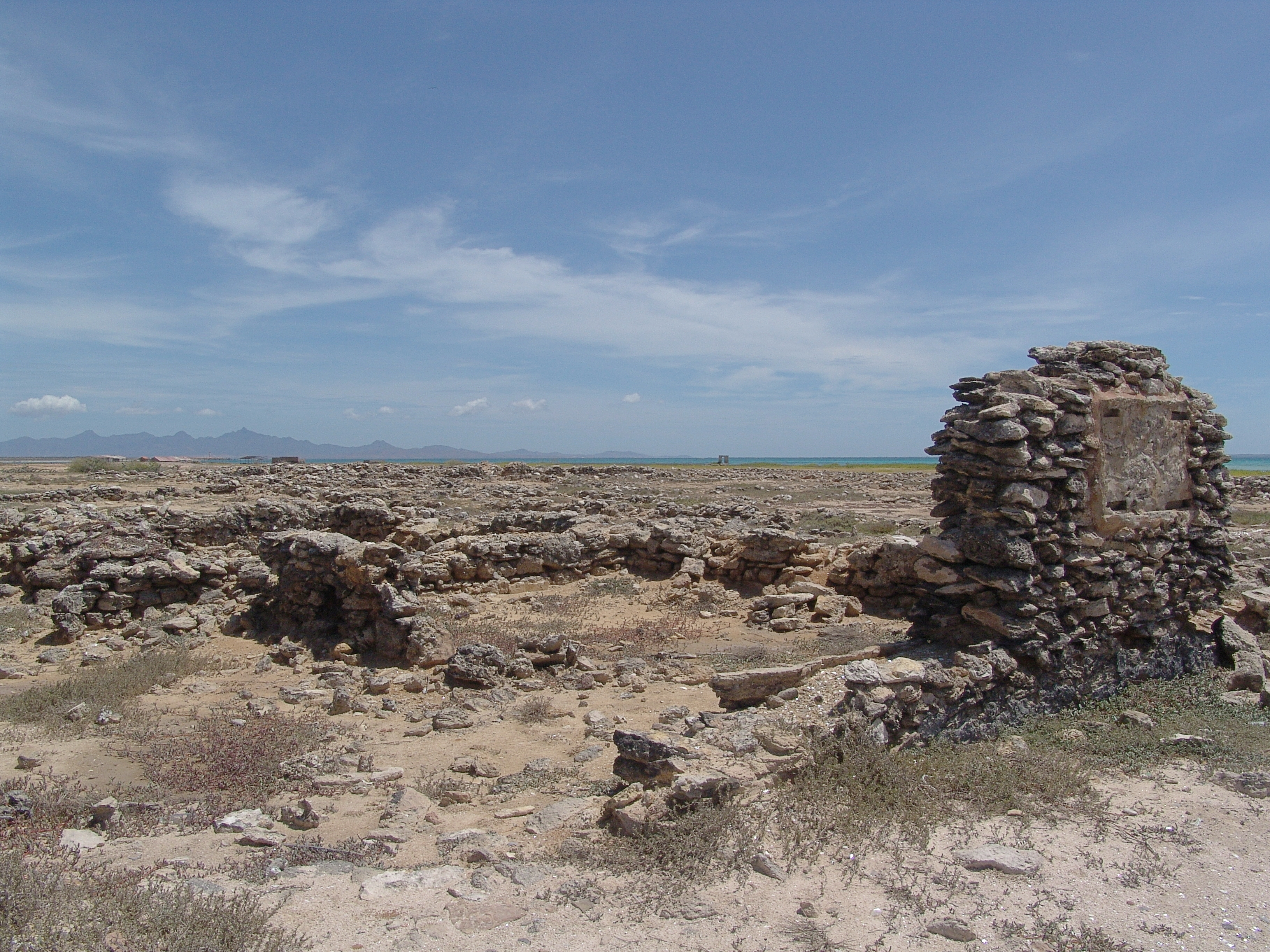
廃墟と化したヌエバ・カディス

1492年にクリストーバル・コロンがアメリカ大陸を「発見」し、1498年にコロンはヨーロッパ人として初めて今日ベネズエラとなっている地域を訪れた。同年アロンソ・デ・オヘダとアメリゴ・ヴェスプッチもこの地を訪れ、ベネズエラの国名の由来の最も有力な説は、この時にヴェスプッチがマラカイボ湖のインディオ集落を小ヴェネツィアと呼んだことに起因するものである。その後多くの征服者がこの地を訪れ、1523年にクマナに建設され、1526年にはベネスエラ全土がイスパニョーラ島のサント・ドミンゴのアウディエンシアに統括された。しかし、ベネズエラからエル・ドラード伝説から期待された黄金を産出しないことが分かるとスペイン王室から見捨てられ、ハプスブルク家のカルロス1世は神聖ローマ皇帝になるための資金を集めるために、この地をドイツのヴェルザー家に貸し出すなど、ベネズエラのスペイン植民地としての待遇は決して良くはなかった。

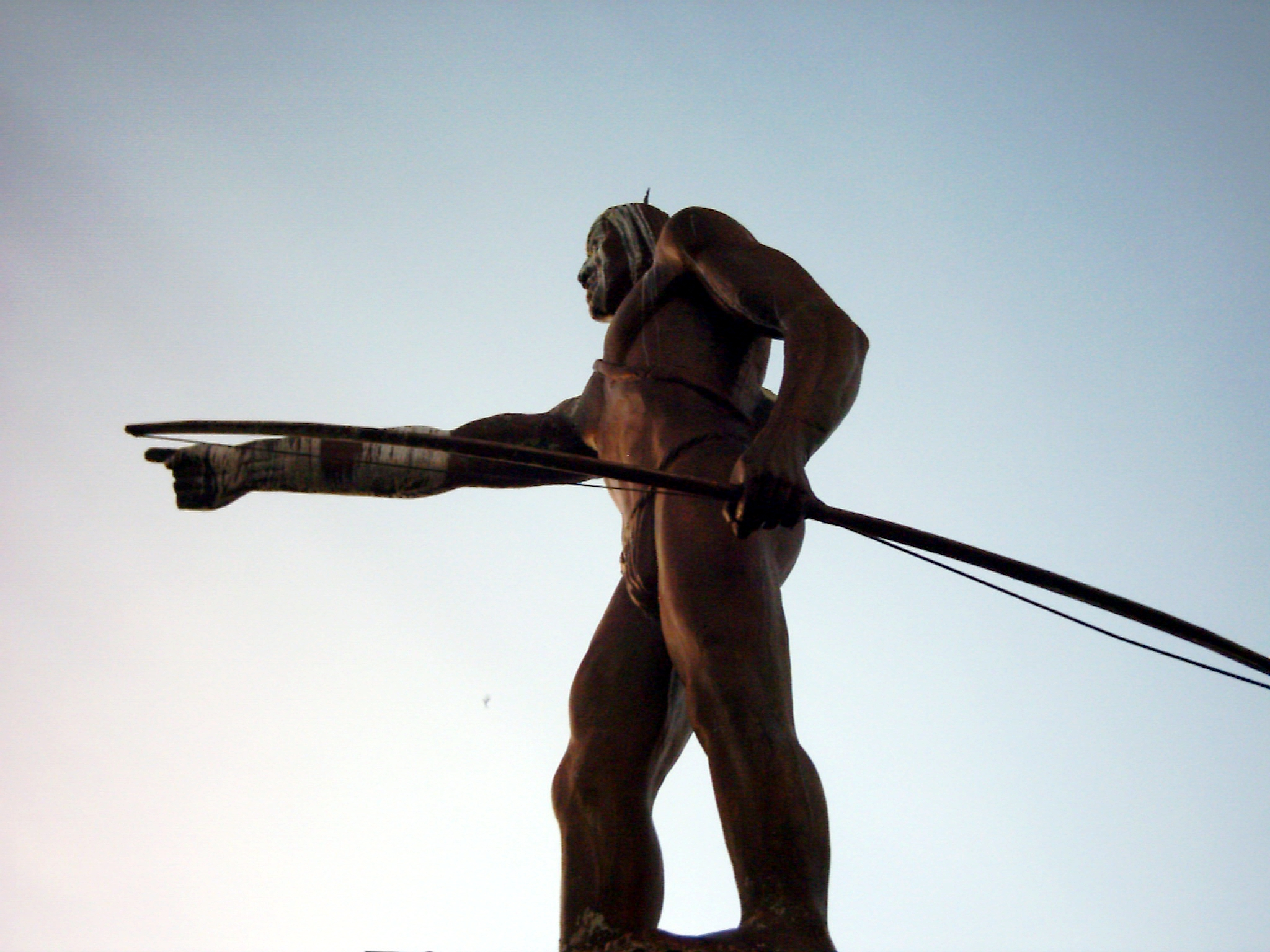
スペイン人に立ち向かったカシーケ（首長）、グアイカイプーロの像

その間インディヘナ達は征服者に激しく抵抗し、特にテケス人のグアイカイプーロは諸部族をまとめて戦いを挑んだ。1567年に征服者ディエゴ・デ・ロサーダはグアイカイプーロ軍の隙を突いてアンデス山中のグアイレ渓谷中心部にサンティアゴ・デ・レオン・デ・カラカスを建設したが、それでもこの地の完全平定は17世紀以降にもつれこんだ。
ベネスエラ全体の完全平定後も開発の波は押し寄せなかった。1594年にはイギリス海賊の襲撃によりカラカスは壊滅し、1641年には大地震によって再び壊滅している。この地はサント・ドミンゴのアウディエンシアによって統括されていたが、カリブ海のイスパニョーラ島から大陸部が統治されるという状況には無理があったため、カラカスのカビルドには大きな自治権が認められた。1676年以降はカビルドの知事は総督不在の際に行政権を施行する権利を得ている。1717年以降、1739年には正式にサンタフェ・デ・ボゴタを中心としたヌエバ・グラナダ副王領に編入され、カラカスを中心にベネズエラの原型というべきまとまりが出来上がった。その後ボルボン朝の改革の中で、ラテンアメリカ各地の新副王領創設のブームに乗って1777年にベネズエラ総督領が成立し、1786年にはようやくカラカスに独自のアウディエンシアが誕生して司法権がサント・ドミンゴから独立した。こうしてベネズエラは一つの地域としてのアイデンティティを保つようになった。
このように貴金属を産しなかったこの地はラ・プラタ地域と並んでスペイン植民地の中でも開発が遅れた土地となったが、その分スペイン王室の監視は緩く、プランテーション農業が黒人奴隷の移入により発展した。当初発展したベネズエラの製品はタバコであり、ヨーロッパでの需要増大のために、密輸による輸出が進展した。18世紀後半にタバコ産業が衰退すると代わってカカオ栽培が発達し、ヌエバ・エスパーニャ副王領のベラクルス経由でスペインに輸出されるようになった。
スペインの没落による制海権喪失は、ベネズエラとスペインの貿易量を減少させ、代わりにフランス、オランダ、イギリスとの密貿易が横行した。スペイン当局は密輸阻止のために1728年にバスク商人によるカラカス会社（ギプスコア会社）設立を認め、スペインとの貿易拡大、輸出品目に綿花や藍をも含めた。しかし、ボリーバル家を始めとする現地ブルジョワジーは、もはやスペインに限定した貿易に飽き足らず、イギリスやオランダ、フランスとの更なる貿易を望んだ。
その代価として、富と共に自由主義思想が流入する。ベネズエラとアルゼンチンはスペイン帝国内でも政治上は僻地にあたり本国当局の思想統制は弱く、密貿易による自由主義思想の流入にかける歯止めは強くなかった。貿易により新興富裕層が生まれると、ルソーらのフランス自由主義知識人から影響を受けて、この層は後のラテン・アメリカ独立運動において指導的な役割を果たす。1800年、カラカスの人口は約4万人に達していた。

## 解放戦争とシモン・ボリーバル

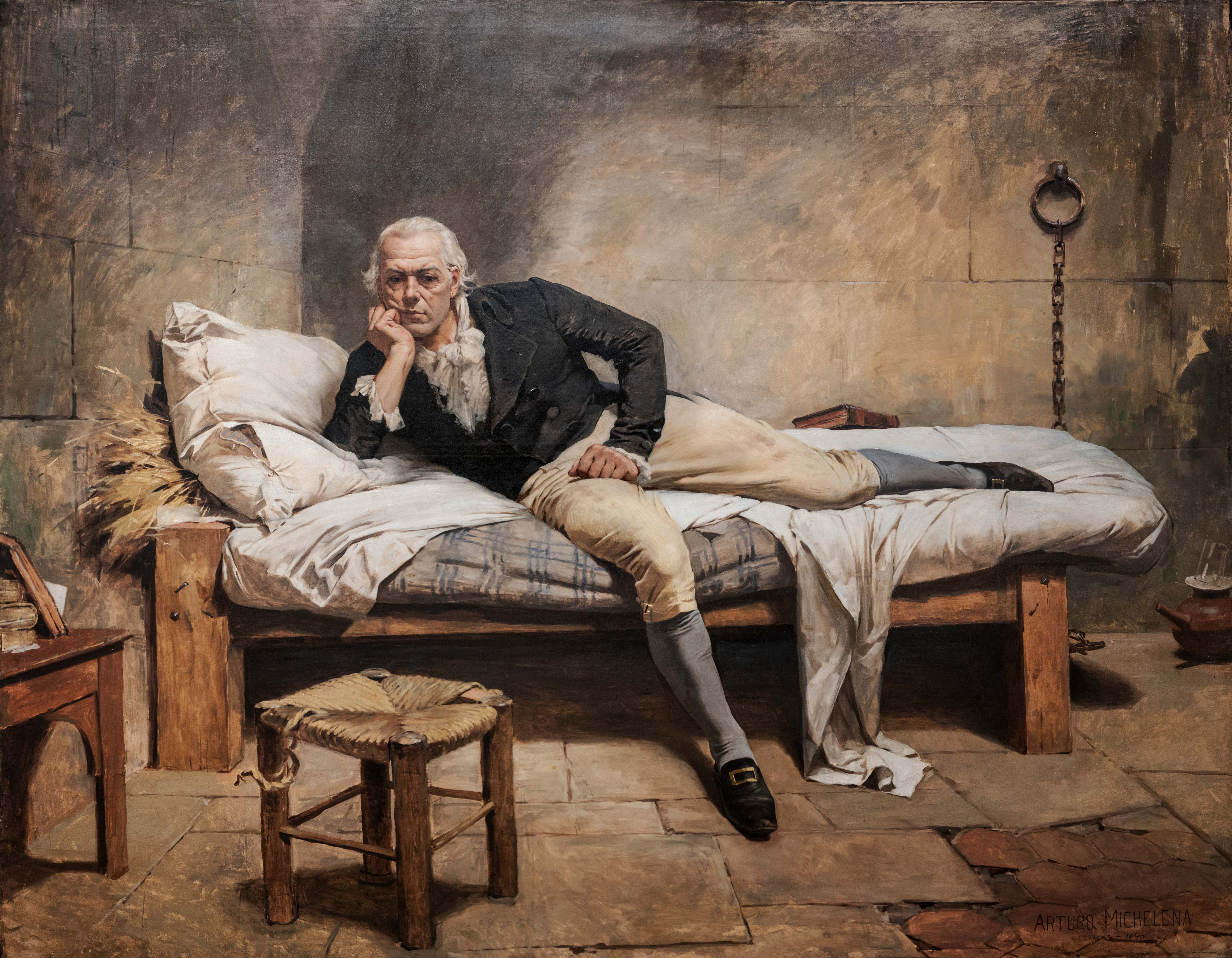
『カラカのミランダ』アルトゥーロ・ミチェレナの描いた油絵（1896年）

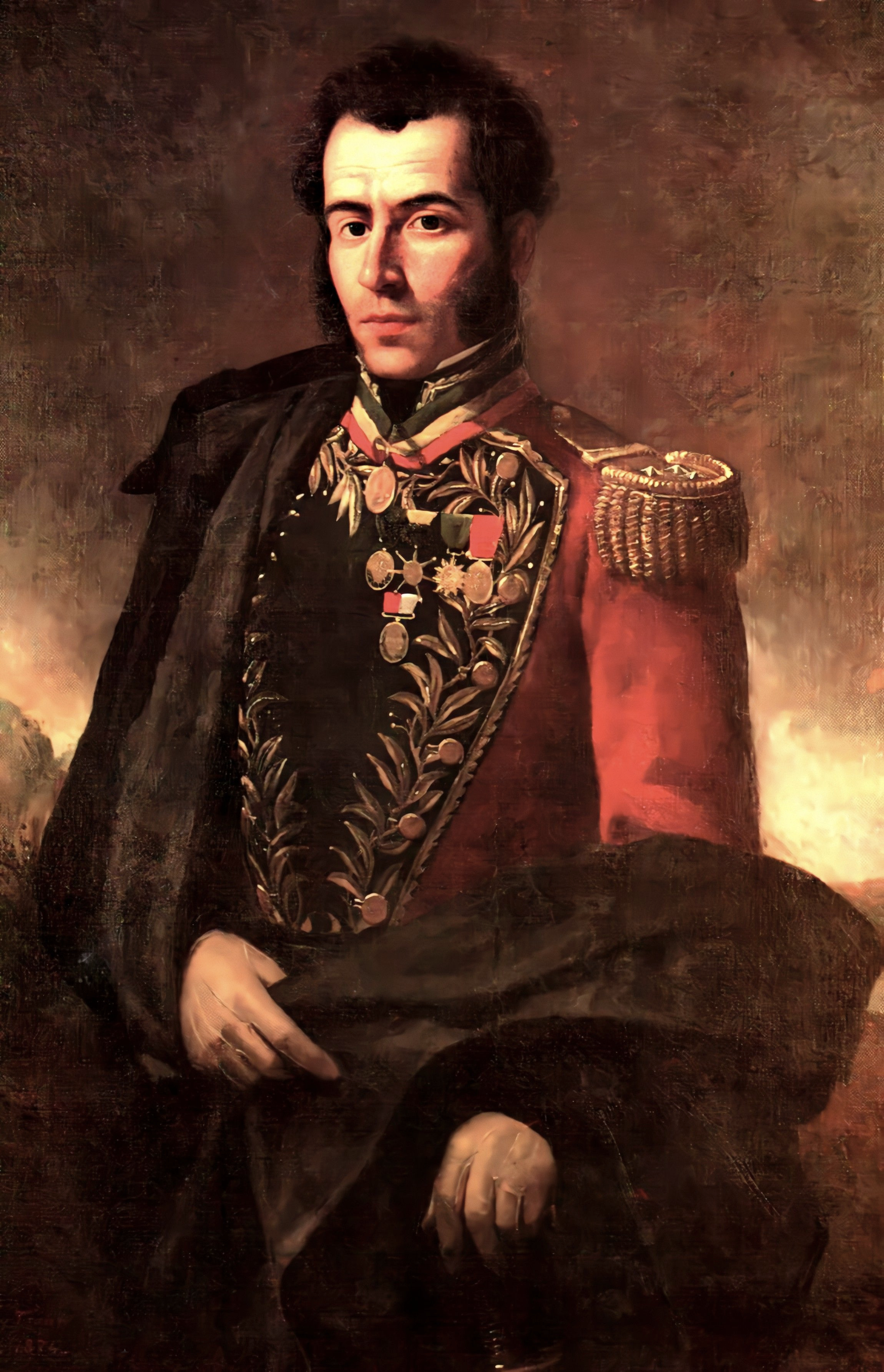
暗殺されたアントニオ・ホセ・デ・スクレ元帥の肖像。ボリーバルの最も優秀な部下でボリビアの実質的な初代大統領。

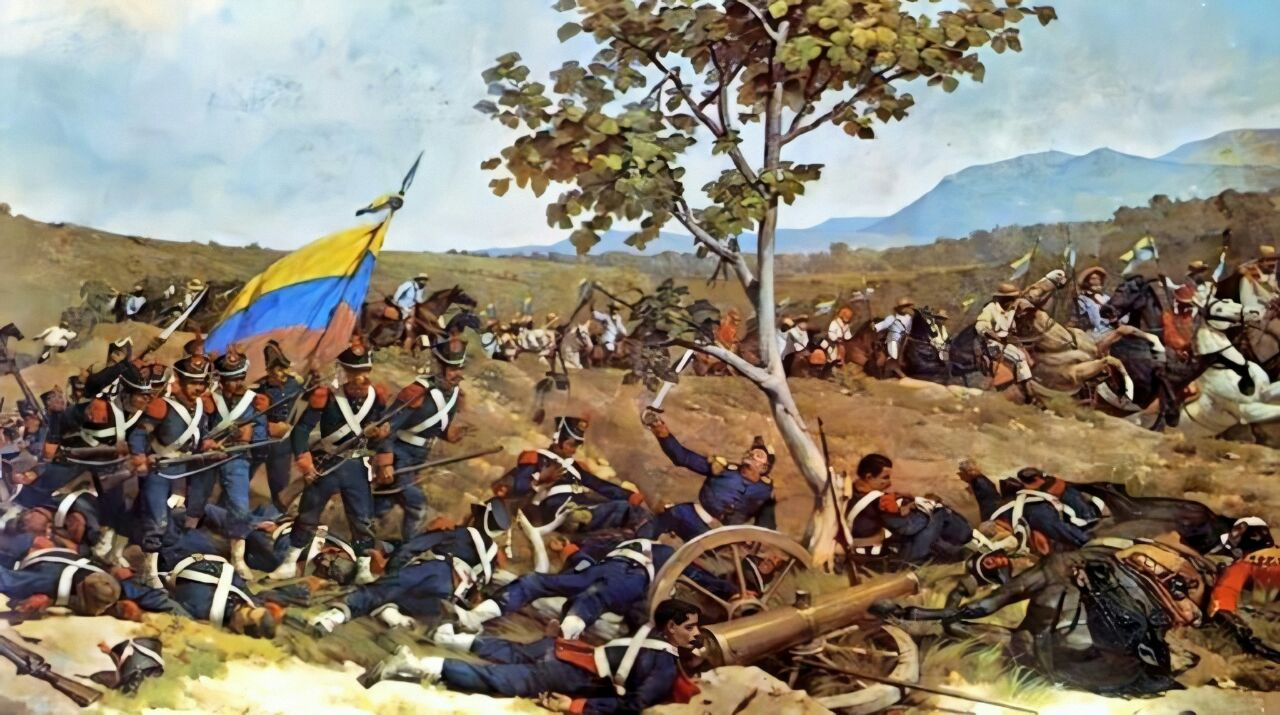
カラボボの戦い (1821年)はベネズエラ独立戦争の天王山となった。

何回か失敗に終わった蜂起の後、ベネズエラはシモン・ボリーバルの指導の下で1811年にスペインから独立を達成した。現在のコロンビア、パナマ、エクアドルとともに大コロンビアを形成したが、1830年に分離して独立国になった。
ヨーロッパの政治情勢は18世紀末から不安定化が進み、その影が伸びるベネズエラでも独立の気運が高まった。1795年、フランス領サン＝ドマングの黒人反乱（ハイチ革命）に影響され、国内で黒人暴動が勃発した。ベネスエラ総監領のトリニダード島はフランス革命戦争の一環として1797年にイギリスに占領され1802年に正式な割譲が成立すると、ベネスエラにもヨーロッパの戦争が迫った。1804年にはハイチ革命にあおられて有色人種暴動カスタの反乱が起きた。
フランシスコ・デ・ミランダは元スペイン軍の軍人で、ヨーロッパ各界の著名人と親交があり、1806年、ベネスエラ独立を目指してアメリカ合衆国から義勇兵200人を率いて上陸した。ミランダの蜂起はイギリスの支援を受けており、現地住民が呼応しないまま失敗、かえって植民地当局に警戒態勢を強めさせた。1808年5月9日、カラカス市参事会アユンタミエントはスペイン本国でフェルナンド7世が即位したと知らされ、2ヵ月後の7月5日にフランス船がもたらした続報ではスペイン王の追放と、フランス帝国のナポレオンが兄のホセ1世を新王に据えたと知ることになる。これにより本国スペインではスペイン独立戦争が勃発していた。ホセ1世からカラカス総督フアン・デ・カサスと現地の官公吏に服従を求めてきた。
ベネズエラ第一共和国
カサス総督は1809年に更迭され、新任のビセンテ・エムパラン総督はイギリス他との貿易自由化など、現地迎合の政策を施した。しかしスペイン本国でセビーリャが陥落、最高中央評議会のカディス撤退と解散が伝わると現地の不安は増す。カラカスの指導者層はエムパラン総督とホセ1世との接近を知り、4月19日に総督の罷免を決議しフンタ「フェルナンド7世の諸権利をベネズエラ諸州が保持する最高評議会」（Junta Suprema conservadora de los derechos de Fernando VII）を設立した。最高評議会の構成員の立場は一様ではなく、一方ボリーバルなど独立を主張する急進派がおり、他方、アセンダードの多くは自治派（autonomistas）であった。
最高評議会は議会開設の準備を進めて1810年6月に選挙細則を決定し、選出された議会は翌1811年3月2日にカラカスの大聖堂で召集された。議会は同年7月5日に自国を「ベネスエラ・アメリカ合衆国」（Confederación Americana de Venezuela）と命名して、スペインから独立を宣言した。歴史学上のベネズエラ第一共和国（1810年 - 1812年）時代が成立した。
同年12月、シモン・ボリーバルはカラカス市参事会を代表して亡命中のミランダを連れ戻した。12月21日、ラテン・アメリカ諸国初の憲法「ベネズエラ諸州連邦憲法」が制定された。表面上はアメリカ合衆国憲法に強く影響を受け、実質は王党派が市民権を認められていない黒人やパルドらの反乱を巧みに利用した成文であった。しかし1812年3月の大地震によりカラカスは大打撃を受け市の2/3が崩壊すると（1812年カラカス地震）、解放軍の指導者に就任したミランダにもスペイン軍を止めることは出来なかった。かかる状況下で降伏と亡命を主張したミランダはシモン・ボリーバルによりスペイン軍に引き渡され、移送先のカディスで獄死した。これ以降、不屈の闘志を抱いたボリーバルは解放戦争の主導権を引き継ぐことになる。
ボリーバルは、現在のコロンビアに当たるヌエバ・グラナダ連合州が支配していたカルタヘナに逃れて抵抗を続けた。
ヌエバ・グラナダの独立指導者、アントニオ・ナリーニョとフランシスコ・デ・パウラ・サンタンデルの力を借りると、ベネスエラ人独立勢らはベネスエラ共和国（1812年崩壊）を代表して抵抗を続けたシモン・ボリーバルを統領に立ててスペイン軍と戦った。ボリーバルが1813年にベネスエラを再び解放したのに、本国ではフェルナンド7世の反動的復位がスペイン軍の勢力を増し、攻勢は強まった。1814年2月、独立軍は連邦派（カルタヘナ派）と集権派（ボゴタ派）との不一致を突かれる形でボゴタを喪失し、ナリーニョはスペインに連行され、投獄されてしまった。ボリーバルはその後、カリブ海側のカルタヘナを拠点にスペイン軍と戦い3度目のボゴタ奪還に成功したものの、1815年6月に王党派蜂起が拠点カルタヘナで起きると敗れて退路を断たれ、辛うじてイギリス領ジャマイカに逃れた。ボゴタは1816年5月、スペイン軍の攻撃により陥落した。
ベネスエラ第三共和国、大コロンビア
ボリーバルはジャマイカで有名な『ジャマイカ書簡』を書いた後、イギリスなどと友好関係を結んで援助を受けることに成功し、さらにハイチに渡る。ハイチ南部を支配したアレクサンドル・ペション大統領との交渉ではラテンアメリカの解放後、黒人奴隷の解放を条件に物心両面の援助を引き出した。1816年にはまたもやベネスエラに上陸したが、成果はジャネーロつまりベネスエラのガウチョの協力を取り付けただけで敗れてハイチに引き返し、そうこうするうちにボゴタは陥落。
1817年、今度は準備を整えてベネスエラに再侵攻した際には敵軍の裏をかく作戦をたて、まずヌエバ・グラナダの解放に向かう。ベネスエラのアンゴストゥーラ解放後、翌年ジャネーロの頭目（当時）ホセ・アントニオ・パエスの力を借りることに成功する。1819年、アンゴストゥーラを臨時首都としてベネスエラ第三共和国を宣言、コロンビア共和国（1819年 - 1831年）も創設された。
1819年8月のボヤカの戦いに勝利するとボゴタを取り戻し、ヌエバ・グラナダもとうとう解放されて、ボリーバルはコロンビア共和国の建国を正式に宣言する。コロンビアの首都もボゴタに改名された。こうしてボリーバルはヌエバ・グラナダを拠点に故国ベネスエラの解放を進め、1821年にカラボボの戦い (1821年)に勝利してカラカスを取り戻し、ベネスエラも解放が成立し、両国は改めて正式にコロンビア共和国を形成した。南米北部一帯を占める大国家としてグアヤキル（1820年解放）とキト（1822年）を併合し、現在のコロンビア、ベネスエラ、エクアドル、パナマの全て及びペルー、ガイアナ、ブラジルの一部を版図に含めた。
ボリーバルがペルー・ボリビア方面の解放に向かう中、ボリーバルの副官を務めたサンタンデル（ヌエバ・グラナダ人）は1821年9月、ヌエバ・グラナダを代表してコロンビア共和国副大統領に就任すると、不在の大統領に代わってヌエバ・グラナダを治めた。ボリーバルは帰還（1827年）して国を集権的にまとめようとすると、連邦的な要求をするサンタンデルも、ベネスエラを支配するホセ・アントニオ・パエスも不満を募らせた。サンタンデルは1828年にボリーバル暗殺が発覚して亡命した。さらにコロンビアはペルーとキトを巡って戦端を開き、もはやボリーバルの威信の低下は明らかであった。その後もコロンビア分裂を回避しようと統治者の座にあったボリーバルだが、ベネスエラに独立要求を突きつけられ、コロンビア共和国の維持は解放者と崇められた人物の力量をもってしても不可能かと思われた。
1830年にパエスの指導下でエクアドルと故国ベネスエラは完全独立を果たした。解放者と呼ばれたボリバールは南米大陸統合の夢に敗れ、自身の政治の努力は全て無為に終わったと悟ると終身大統領を辞任。ヨーロッパに向かう旅の途中、マグダレーナ川を下る中、サンタ・マルタ付近で失意の内に病死した。
解放戦争が終わった時、ベネズエラの人口は独立前の3/4程の80万人に減っていた。南米大陸各地で戦闘の主力を担ったベネスエラ兵から多数の戦死者を出したばかりか、伝統的な支配層クリオージョさえ1812年大地震や疫病により崩壊した。

## 分離独立とカウディージョの支配

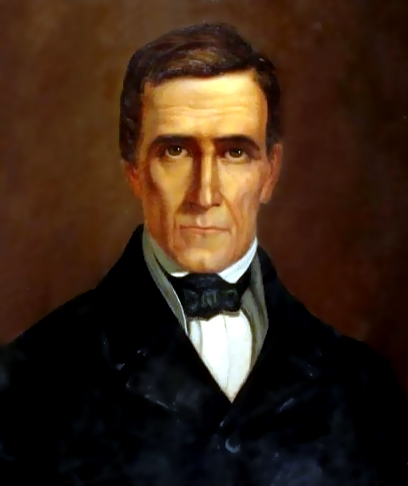
ホセ・マリア・バルガス大統領（任期1835年-1836年）

ベネズエラの19世紀から20世紀初頭は、政治的不安定と独裁政権による支配、革命による政権の交代に彩られ、独裁か無政府状態が続いた。ボリーバルの危惧はベネスエラにおいて的中したのである。
1830年にホセ・アントニオ・パエスは第四代大統領に就任し、以降1847年までパエス時代と呼ばれる専制政治が続いた。独立戦争に資金を援助していたカラカスの商人や、従軍した将兵らは、植民地政府側の旧所有地の払い下げを受け、さらに先住民共有地や公有地の売却により土地集中の機会が増した。これらの新しい土地所有者層は輸出用農畜産物の生産により経済的な力を増した。欧米列強からの多額の借款で遂行された独立戦争の見返りに、列強に対する多くの経済特権が与えられて、外国に国家財政の支配を許すことになった。
当時のベネスエラは中央集権的な国家だったが、パエスの連邦主義的な志向により中央集権派（ボリーバル派）は権力を持つことなく排斥された。こうした状況の中で1840年にはパエスに反対する勢力が反専制、反教会を掲げて自由党を結成し、1846年には内戦が勃発したがすぐに鎮圧された。その後1847年にホセ・タデオ・モナガスが大統領に就任すると、自由主義的な政治が進み、以降1858年までモナガス兄弟による専制支配が続いたが、これも反対勢力の攻撃にあって崩壊し、反乱軍の指導者だったフリアン・カストロ (ベネズエラの政治家)が大統領に就任した。

## 連邦戦争

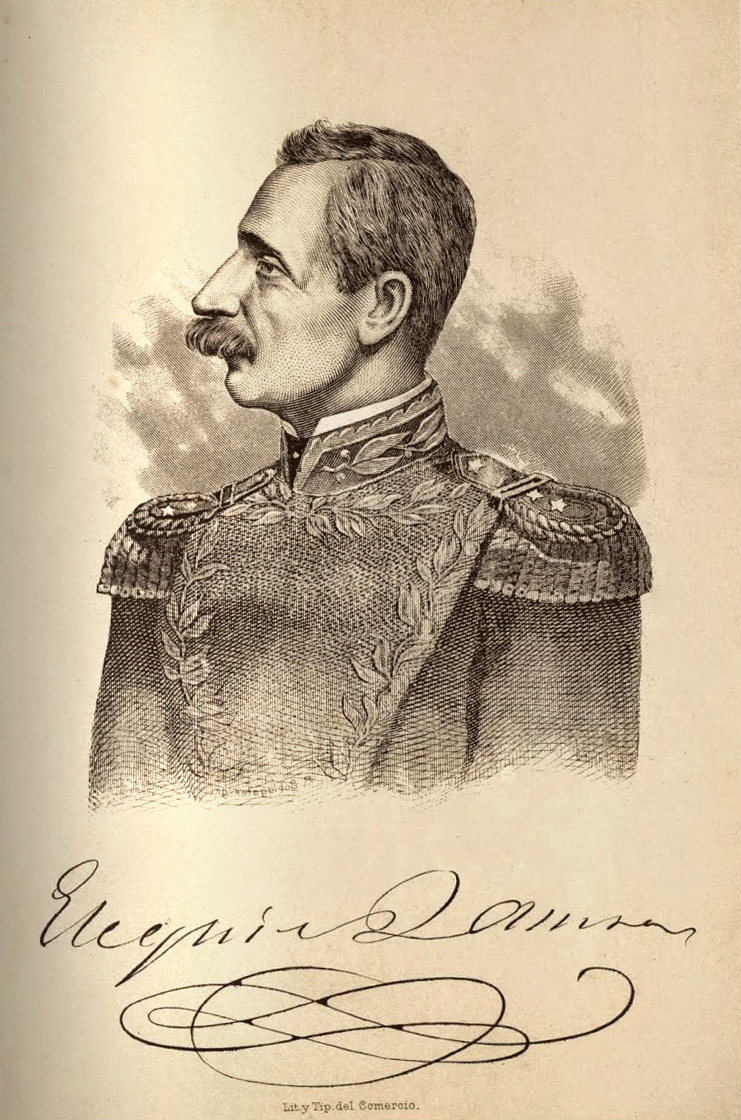
ベネスエラ連邦派の指導者だったエセキエル・サモーラ。1860年死去

カストロは1858年に連邦主義的な1858年憲法を制定したが、連邦主義者の不満を宥めるには至らず、エセキエル・サモーラ、フアン・クリソストモ・ファルコンらの自由主義者が反乱を起こし、自由党派と保守党派の間で「連邦戦争」（1859年 - 1863年）が行われた。再び大統領に返り咲いていたパエスは1863年のコチェ協定で和解し、同年ファルコンが大統領の下にベネスエラ連邦が成立した。しかし、1868年にモナガス親子のクーデターによりファルコン政権は崩壊し、再び不安定な状態に陥った。

## グスマン時代

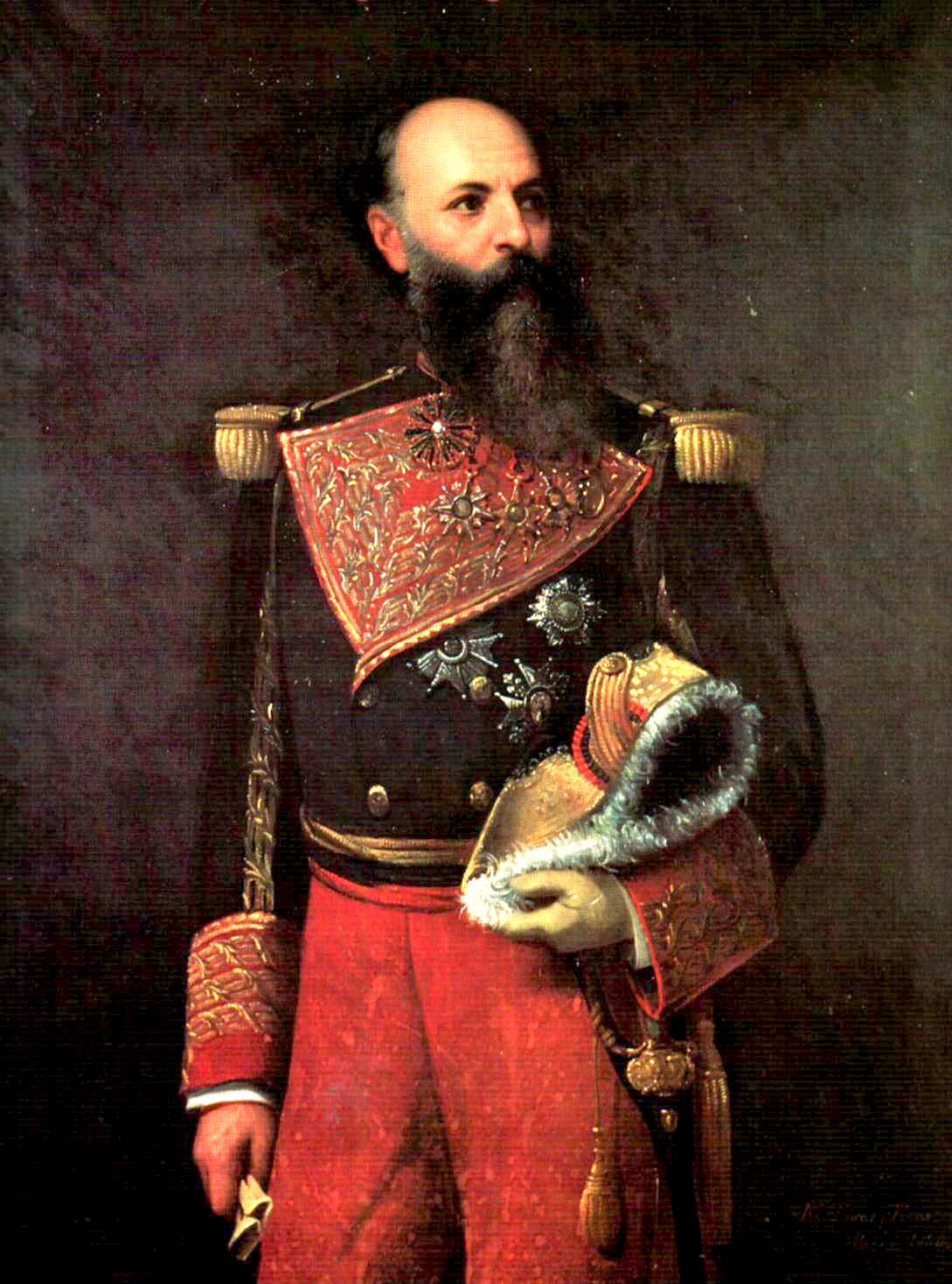
アントニオ・グスマン・ブランコ将軍、大統領在任: 1870年-1877年、1879年-1884年、1886年-1888年

1870年から1888年までをグスマン時代と呼ぶ。1870年に内戦を収めて政権を握ったアントニオ・グスマン・ブランコは、自由主義的カウディージョとして国内の近代化を進め、アメリカ合衆国とフランス、特にパリに憧れ、カラカスをパリ風に改造することに力を注いだ（当時のブエノスアイレスでも同じことが行われた）。18年間の在任中に反教会政策（1/10の税の撤廃、公教育の世俗化、教会財産の没収など）、鉄道の敷設、自由貿易などによってベネスエラの近代化を図り、特にベネズエラの鉄道のほぼ全てといって良い区間が、この時期にイギリス資本とドイツ資本によって開発されている。ボリーバルの名誉回復もブランコによって積極的に進められ、この時代にアルゼンチンやペルーでサン＝マルティンがそうなったように、ボリーバルも国民統合のシンボルとして価値を再発見された。しかし、1888年にパリに外遊中に保守派や独裁に反抗する勢力の反乱により失脚した。この時代は経済のモノカルチャー化が進み、1880年代にはコーヒーが輸出総額の55%を占めるまでの主要産業となり、1890年代にはおよそ80%に達した。
1895年に英領ギアナ（ガイアナ）を巡ってのイギリスとの国境紛争があったが、米国の調停により和解した。しかし領土問題は今も続いている。

## 石油と独裁

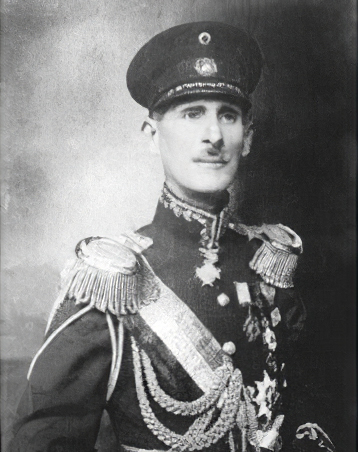
エレアサル・ロペス・コントレーラス将軍

1899年以降、アンデス山脈タチラ州出身の二人の独裁者によって35年近い独裁政治がなされたので、ベネスエラでは特に1908年から1935年をゴメス時代と呼ぶ。20世紀に入ってからもアルゼンチンのフアン・ペロンのように進歩的なカウディージョがポプリスモを気取るようなことはなく、19世紀以来の剥き出しの暴力の政治が続いた。ゴメスの死後政権を握った軍人もタチラ州の出身である。
1899年のアンドラーデ政権にて採択された中央集権憲法に対する地方の不満と、折からのコーヒー不況を背景にして1899から1903年に繰り広げられた内戦は、コロンビア国境付近のタチラ州のリャネーロの頭目だったシプリアーノ・カストロが権力を得る機会を作った。カストロは1899年に「レスタウラシオン」（維新革命）を掲げてカラカス入りすると、大統領任期を6年に延長し、普通選挙を撤廃して大統領職を形骸化させた。カストロ時代にはヨーロッパとの対立が顕在化し、1902年12月には内戦中に受けた被害の賠償を要求したイギリス、ドイツ、イタリアの艦隊が主要港のラ・グアイラ、プエルト・カベージョを襲撃する事件が起きた。アルゼンチンの外務大臣ルイス・ドラゴはドラゴ・ドクトリンを唱えてこの事件を批判し、米国の調停もあってカストロはこの事件を有利に解決し、基盤を磐石なものにした。
しかし、カストロの副官としてカラカス入りし、副大統領となっていたフアン・ビセンテ・ゴメスは、カストロがフランスに渡った隙を突いて1908年に米国の支持を得た上で軍内のカストロ派を排除し、大統領職に就任した。その強引な手法から「アンデスの暴君」と呼ばれたゴメスは、それでも対外政策では穏健策を採ってカストロ時代に発生した欧米との問題を解決し、財政を立て直すために外国資本を導入した。こうした政策は功を奏し、ゴメスは傀儡大統領を据えて権力を維持し、1929年の大恐慌をも切り抜けて1935年まで27年間に渡って政権を維持した。ゴメス時代には1914年にマラカイボ湖で世界最大級の油田が発見され、石油開発は外資優遇政策によって順調に進んだ。それまで内戦と独裁を繰り返す貧しい農業国だったベネスエラは、1930年にはメキシコを抜いて世界最大の石油輸出国となった。こうして突如として湧いた石油収入により公共事業や各種産業が興り、ハイウェイが建設されて都市化と都市間の交通整備が進み、石油産業の波及効果によってベネスエラではコロンビアと並んでアンデス諸国の中でも厚い中間層が形成された。ベタンクール以後のベネデモクラシアはこの中間層と富裕層によって成り立っていたと言っても過言ではない。他方このような体制に反対する勢力も多く、1928年の学生暴動ではロムロ・ベタンクールらが逮捕され、幾人かの活動家が死亡したが、ここで活躍した反体制派は後に「1928年の世代」と称されることになる。
1935年にゴメスが死ぬと、ゴメス派や家族への暴動が起き、私刑が行われたが、翌1936年に国内の混乱を収めたゴメス派のエレアサル・ロペス・コントレーラス将軍が実権を握り、軍事政権が継続した。しかし、政権の弾圧は弱くなり、亡命先のコロンビアから帰国したベタンクールが中心となってベネスエラ選挙革命組織が形成され、翌1937年には国民民主党として政党になった。1941年に成立したイサイアス・メディーナ・アンガリータ将軍の政権では労働者への懐柔が進み、同年7月には国民民主党は民主行動党 （AD）と改称し、当局からも合法化された。メディーナは文民政治と改革を志し、軍の青年将校もこの路線に従って政治から手を引くことを望んでいた。このような青年将校と民主行動党の連携によって1945年の10月革命が成功したのである。
1945年10月18日、民主行動党がマルコス・ペレス・ヒメネスを始めとする軍政に反対する軍の青年将校と結んでクーデターを起こし、メディーナ政権が転覆した（10月革命）。これによりベタンクールが臨時大統領に就任したが、軍部との矛盾が次第に明らかになると1948年11月にクーデターが起き、同年2月に選挙での勝利により就任していた文学者のロムロ・ガジェーゴス政権は崩壊し、軍事評議会が政権を握って民主行動党は再び非合法化され、ベタンクールらの指導部も亡命した。軍内部の実力者だったマルコス・ペレス・ヒメネスは、この状況下で行われた1952年の大統領選挙での民主共和国連合の勝利を無視して自ら大統領に就任し、その後1958年まで再び軍事独裁政権が樹立された。また、1950年代の独裁時代にはポルトガル、ドミニカ共和国、チリなどのヨーロッパ諸国や、ラテンアメリカ内途上国からの移民の流入が進むことになった。

## ベネデモクラシア

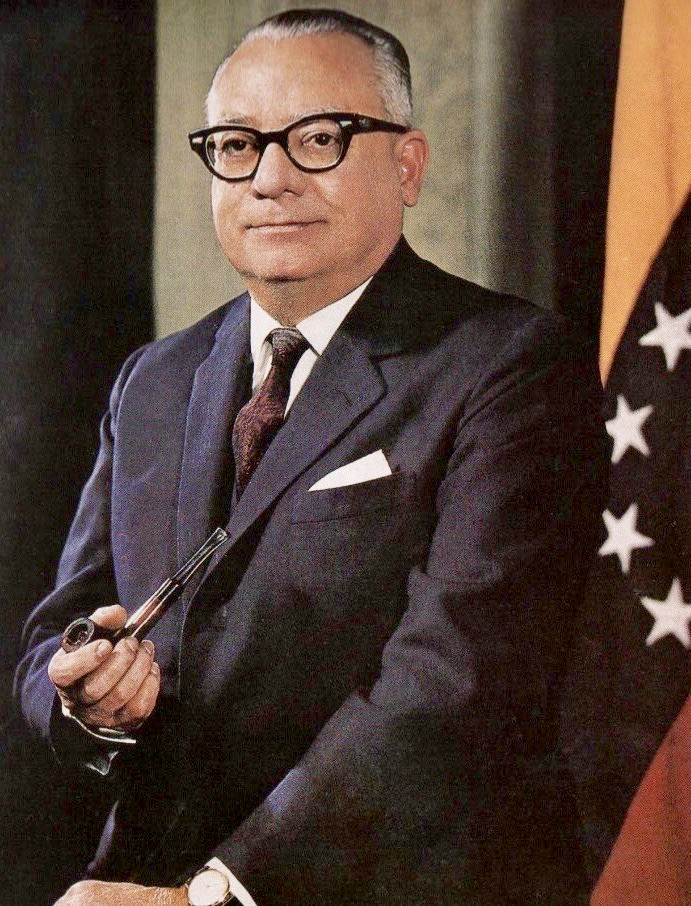
ベネスエラ民主化の父 ロムロ・ベタンクール

独立以来ベネスエラでは軍人統治が主流だったが、ようやくベネスエラにも民主化の光が刺した。1958年の民主化以後、ベネズエラは文民による民主主義政権によって統治されている。

1957年12月、自らが1953年憲法で定めた5年の任期が切れそうになると、ヒメネスは自らの権力に合法性を与えるために信任投票を実施した。不正選挙によりヒメネスは圧勝したが、逆にこのことが反対勢力の増長を招き、翌1958年1月21日に政党と海空軍が反乱を起こし、ヒメネスは亡命した。後を継いだ軍穏健派のウォルガング・ララサーバル将軍は12月に民主的選挙を実施し、コペイ党、民主共和連合を破って民主行動党のロムロ・ベタンクールが勝利し、翌1959年2月に正式に大統領に就任した。こうしてベタンクールは民主的に選ばれ、かつ任期を無事に過ごし、次の候補者へ民主的な手続きで政権を移譲することができた最初のベネスエラ大統領となった。ベネスエラではベタンクールの指導下に各党の間に政党政治の原則が確認され、軍人の独裁に代わって文民による民主的な統治の伝統が築かれることになり、ベネスエラ人はこの体制を「ベネデモクラシア （ベネスエラ型民主主義）」と呼んだ。この民主主義体制の成立にはベタンクールだけではなく、野党コペイ党のラファエル・カルデラ・ロドリゲスや軍の実力者の協力も大きく、こうした勢力が一致してキューバに支援されたの共産ゲリラの脅威や、軍極右勢力などによるテロやクーデターを克服することになる。
ベタンクール大統領は1930年代にコスタリカ共産党の指導者であったが、反共主義者に転向しており、米州に民主主義を広げるとするベタンクール・ドクトリンを掲げてドミニカ共和国のラファエル・トルヒーヨ政権やキューバのフィデル・カストロ政権と敵対した。社会民主主義的な側面も強く、内政では「進歩のための同盟」の模範として1960年に土地改革が行われた。これも結局は公有地とペレス・ヒメネス派の私有地の再分配に留まり、大土地所有制の根本的な解体にまでは至らなかったものの、それまでのベネスエラ政治に比べれば前進ではあった。
外交政策では石油鉱山省の初代大臣にペレス・アルフォンソを任命し、1960年の産油国による石油輸出国機構（OPEC）の設立や、国営石油公団の設立を主導した。

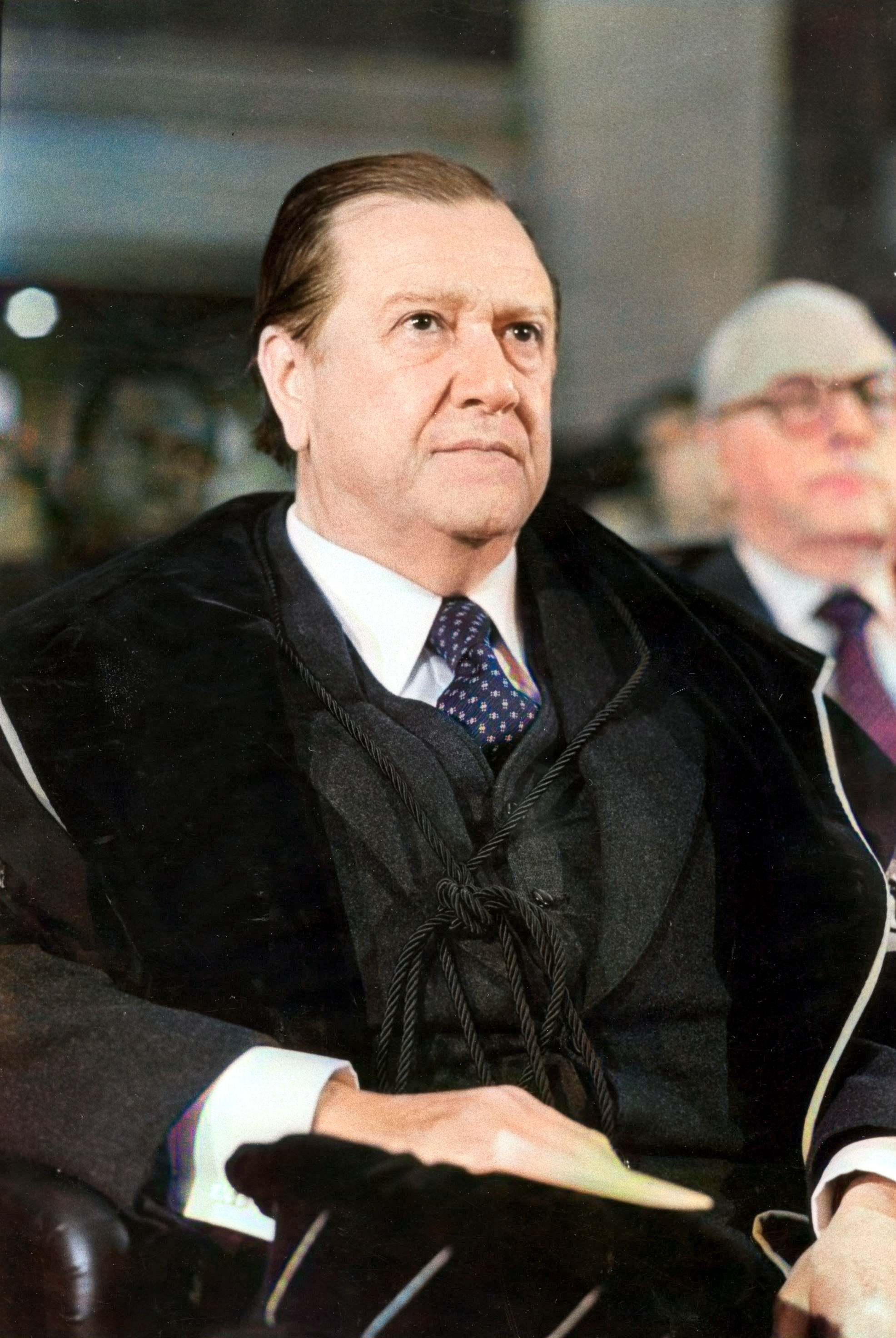
ラファエル・カルデラ 大統領在任は第1期（1969年-1974年）、第2期（1993年-1999年）。コペイ党を組織してベタンクールと共にベネデモクラシアの確立に尽力。大統領に再任されたが社会不安の鎮静に失敗。

革命左翼運動は、ベタンクールの政策に反感を覚えた共産党と、連立政権から脱退した民主共和連合および民主行動党の左派が結成し、左翼ゲリラを組織してキューバの支援を受けると、正規軍の革新的な一部と共に東部山岳地帯でゲリラ戦を開始した。レオニ政権（1964年成立）は、この難局を切り抜ける前に瓦解し、結局、カルデラ（コペイ党）はゲリラを恩赦すると公約して1969年に当選し、大統領に就任した。カルデラはベタンクール・ドクトリンを転換させてキューバ敵視政策をやめて国内の左翼ゲリラとの戦争を終わらせると、東側諸国との関係改善を図った。
1973年選挙では民主行動党が再び政権に返り咲き、カルロス・アンドレス・ペレスが大統領に就任した。ペレス時代は原油高で好景気となり、そもそも南米で1人当たりGDPが最も高い国でもあっただけに「サウジ・ベネズエラ」 と呼ばれるほど繁栄した。一方でラテンアメリカ経済機構（SELA）はメキシコのルイス・エチェベリア大統領との協力により、創設期から指導的な役割を担い、ラテンアメリカ統合の旗手となった。1976年1月に石油国有化法を制定してベネズエラ国営石油会社（PDVSA）を設立。他方で徐々に国際収支は悪化して行き、石油収入を背景にした「石油をまく」放蕩財政により赤字は膨れ上がった。さらに汚職や腐敗が深刻化したのも、この時期である。
このように民主主義の進展の陰で社会正義は実行されない状況が続き、1979年に大統領に就任したルイス・エレーラ・カンピンス（コペイ党）の眼前には、石油収入に依存する放蕩財政が加速した累積赤字、貧困層の救済という理念を掲げてもカラカス郊外のランチョ（スラム）は拡大し、以前より拍車がかかった中間層や富裕層の奢侈という実態があった。エレーラは経済政策を転換して、前代までの積極財政から緊縮財政へと舵を切ったが、対外債務は189億ドルにまで達し（1981年）、ベネズエラは翌1982年、石油収入が支えきれない債務不履行ギリギリまで追い込まれた。政府機関と非能率な国営企業の赤字は積み重なっていき、失業、経済停滞が続く傾向は、1984年成立のハイメ・ルシンチ政権でも是正されないまま、こうして蓄積した社会矛盾は、次の新しい時代の素地を整えつつあった。

## カラカソ以降からチャベス時代
1989年に民主行動党のペレスが再び政権を握ったが、原油価格の低下は債務危機と共に緊縮財政を余儀なくし、こうした中で財政再建のために新自由主義モデルを導入しようとした。この政策により1989年に実施された公共料金の値上げはそれまでの石油収入のレント政策で宥められていた低所得者の怒りを招き、カラカス暴動（カラカソ）が起きた。組織化されていない非武装の大衆を相手に、政府は軍の出動、発砲を命じ、この事件で700人以上（3000人とも言われる。諸説あり）の死傷者を出した。
こうした状況下で1992年、軍の空挺部隊の一員だったウゴ・チャベス中佐が政治改革を求めて、2月と11月の二度に渡り数十年ぶりに軍事クーデターを起こそうとしたが、これは失敗した。翌1993年にはコペイの創始者のカルデラが貧困層や中間層へのポプリスモ的な政策を掲げて当選したが、それでも経済停滞は貧困層への十分な対策を立てられなかった。1998年12月の選挙で、1992年の二度のクーデター未遂事件の首謀者で、第五共和国運動を率いたウゴ・チャベスは貧困層からの圧倒的な支持を受けて当選し、民主行動党とコペイ党の二大政党制は崩壊した。
1999年に大統領に就任したチャベスは徐々に立法、司法、行政を自派で占めて行き、この事実上の独裁政権は反米主義、反新自由主義、反グローバリズムを訴えて次第に国内の他の政治勢力やマスメディアへの締め付けを行い始めた。こうした中で2002年にアメリカ合衆国の支援を受けた反チャベス派によるクーデターが実行されたものの失敗に終わる。さらにチャベス大統領は解放者に敬意を示して1999年12月に国名を、ベネスエラ共和国からベネスエラ・ボリバリアーナ共和国（ベネズエラ・ボリバル共和国）に変更した。2006年3月には国章の馬の向きを「右」方向に走っているデザインを「左」方向に走っているデザインに変更し、その後公用の国旗も星が一つ増え、左上に変更された国章が加えられたものに改正された。
2007年11月28日にチャベス大統領が、「コロンビアでウリベ大統領が在任する限り、同大統領、同政府といかなる関係も持たない」と述べたのを受けてマスコミは「国交断絶」と報じている。
2008年3月1日に隣国のコロンビアがその西隣国であるエクアドル領内に拠点を構えていたコロンビア革命軍（FARC）への越境攻撃を行ったことに抗議し、大使召還を発表し国軍に国境への増派を命じた。6日にエクアドルもコロンビアとの国交断絶を表明し、親米右派コロンビア対反米左派ベネズエラ＝エクアドルの構図で対立が深まるのではないかと懸念されている。

## 脚註